# Erik Almgren
Karl Erik Algot Almgren (Stockholm, 1908. január 28. – Stockholm, 1989. augusztus 23.) svéd válogatott labdarúgó, edző.
A svéd válogatott tagjaként részt vett az 1938-as világbajnokságon és az 1936. évi nyári olimpiai játékokon.

## Sikerei, díjai

### Klub
- AIK Fotboll
  - Svéd első osztály bajnoka: 1936-37